# Holocompsa debilis
Holocompsa debilis är en kackerlacksart som beskrevs av Walker, F. 1868. Holocompsa debilis ingår i släktet Holocompsa och familjen Polyphagidae. Inga underarter finns listade i Catalogue of Life.